# 帕拉德锡犹太会堂
9°57′26″N 76°15′34″E / 9.95722°N 76.25944°E

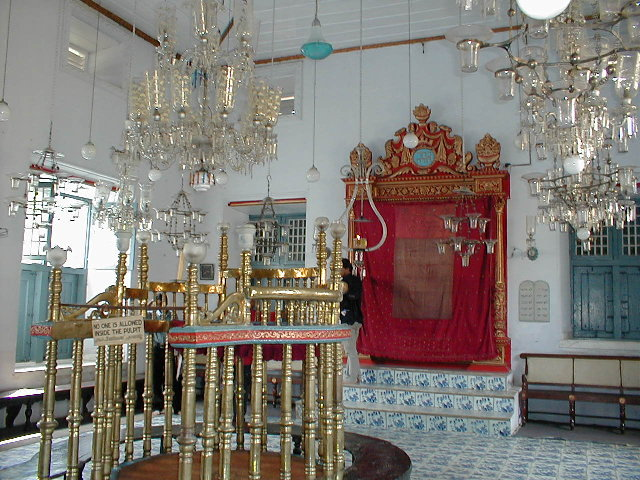
帕拉德锡犹太会堂

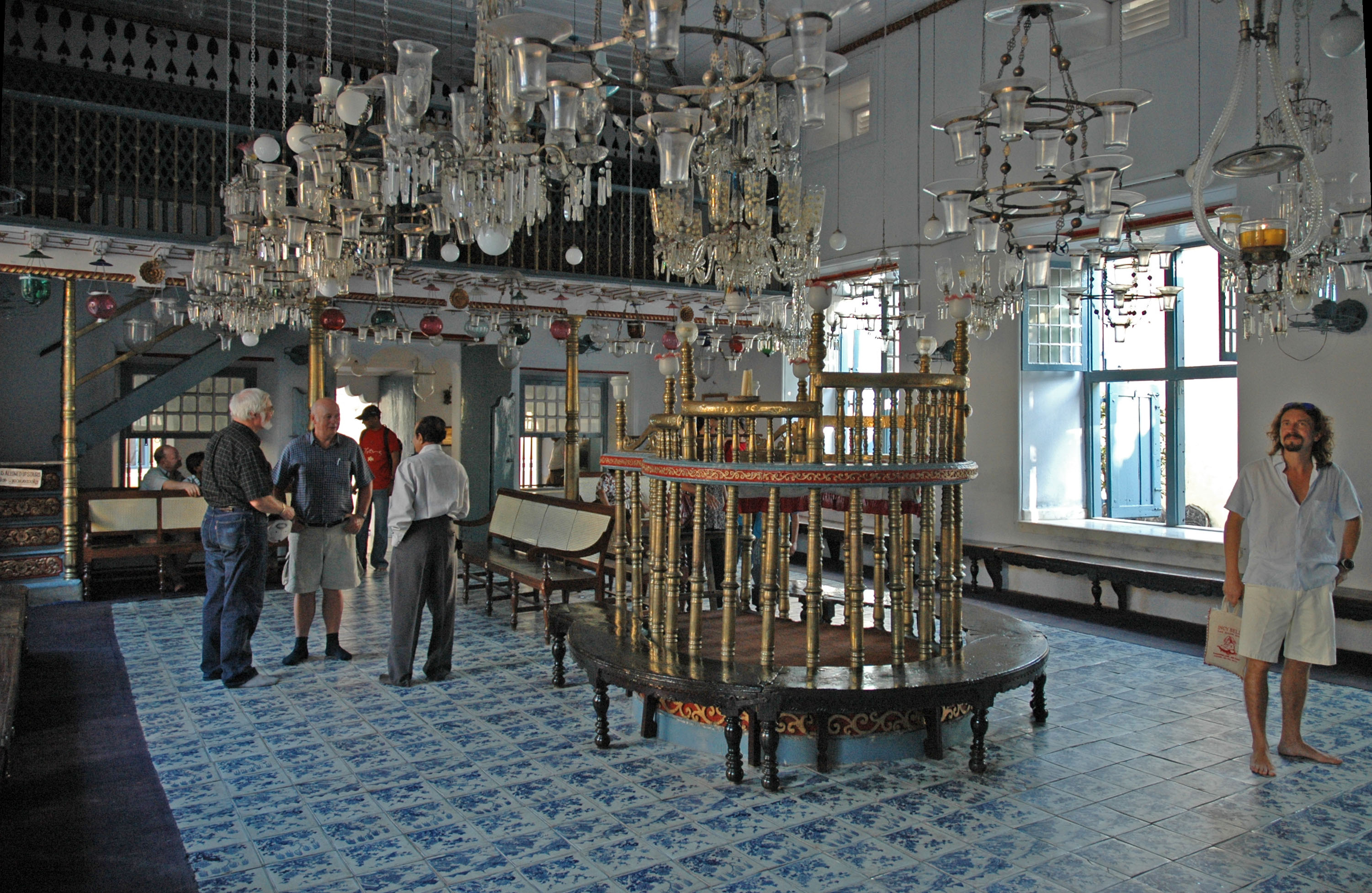
内部

帕拉德锡犹太会堂，又名科契犹太会堂或麻坦切里犹太会堂，位于印度南部喀拉拉邦科契的旧城区，毗邻麻坦切里宫。它建于1568年，是英联邦仍在使用最古老的犹太会堂，也是该区7座犹太会堂中唯一仍在使用的一座。“帕拉德锡”的字面意思是“外国人”，因为历史上它的使用者是“白犹太人”，来自克兰加努尔、中东和欧洲。